# 朱慎鋷
晉惠王朱慎鋷（？—1579年）是明朝晉簡王朱新㙉弟朱新墧之子。他在嘉靖三十年（1551年）封輔國將軍，萬曆七年（1579年）嗣封晉王。朱慎鋷在同年死，諡號晉惠王，由兒子穆王朱敏淳繼承他。
| 前任： 侄子朱敏？ 或 兄敬王朱慎鏡 | 明晉國國王 1579年 | 繼任： 子穆王朱敏淳          |
| 前任： 侄子朱敏？ 或 兄敬王朱慎鏡 | 明晉國國王 1579年 | 繼任： 族祖父朱知𢏅 晉府宗理 |